# ワンダーウーマン
ワンダーウーマン (英: Wonder Woman) は、DCコミックスの出版するアメリカン・コミックスに登場する架空のスーパーヒーロー。及びコミック、映画、ドラマ、アニメ作品のタイトル。

## 概要
ワンダーウーマンはジャスティス・リーグの創立メンバーであり、アマゾン族の特使、女神である。このキャラクターは1941年10月『オールスター・コミックス』8号に初登場し、1942年1月『センセーション・コミックス』1号で初めて表紙を飾った。それ以来、『ワンダーウーマン』のコミックシリーズは（1986年の短い休止を除き）現在まで刊行が続けられている。故郷セミッシラでの正式な肩書はヒッポリタの娘、セミッシラのプリンセス・ダイアナである。彼女は「男の世界」である外の社会に混ざって暮らす際に、「ダイアナ・プリンス」という市民としての身元を採用する。更にこのキャラクターは「アメイジング・アマゾン」、「スピリット・オブ・トゥルース（真実の魂）」、「セミッシラズ・チャンピオン」そして「ゴッデス・オブ・ラブ・アンド・ウォー（愛と戦争の女神）」という異名で呼ばれている。
ワンダーウーマンは心理学者で作家のアメリカ人、ウィリアム・モールトン・マーストン（ペンネームはチャールズ・モールトン）とアーティストのH・G・ピーターによって作られた。マーストンの恋人オリーヴ・バーンと彼の妻エリザベスは、キャラクターの風貌に対する彼のインスピレーション源であったとされている。マーストンはこのキャラクターの創案にあたって、特に『ウーマン・アンド・ザ・ニューレース』という作品を書いた産児制限のパイオニア、マーガレット・サンガーから多大なインスピレーションを得た。
ワンダーウーマンの誕生の物語は、母親のヒッポリタ女王に粘土で形造られ、アプロディーテーによって命が、ギリシャの神々からスーパーパワーが贈られたというものである。しかし近年DC社は彼女のプロフィールを更新し、ゼウスの娘であり、母親のヒッポリタと叔母のアンティオペ、メナリッペによって共同で育てられたとした。1980年代のアーティスト、ジョージ・ペレスは彼女にたくましい容姿を与え、彼女のアマゾン族としての伝統を強調した。2010年にアーティストのジム・リーはパンツを含むダイアナのコスチュームを再デザインしたが、このデザインはのちに断念された。彼女はアレースの神の能力を受け継ぎ、「ゴッド・オブ・ウォー（戦争の神）」の象徴となった。
ワンダーウーマンはアマゾン族としてのトレーニングによって戦術、探索、戦闘における幅広い類まれなる能力を発展させた。彼女は真実の投げ縄、2つの破壊できない腕輪、投擲武器となるティアラなど、先進的なテクノロジーの武器庫を保有している。旧作によると、アマゾン族のテクノロジーをもとにつくられた幅広い装置類も所有している。ワンダーウーマンのキャラクターは第二次世界大戦の最中に作られた。物語中では始め、枢軸国軍や、個性豊かなさまざまなスーパーヴィランとの戦いが描かれていたが、時間とともにギリシャ神話のキャラクターや神、怪物が大きく強調されるようになった。多くの物語でワンダーウーマンが自ら拘束から抜け出す様子が描かれ、1940年代のコミックでよく見られていた囚われの姫君のテーマを覆した。デビューから数十年の間にワンダーウーマンは、古典的悪役のアレス、チーター、ドクター・ポイズン、サーシ、ドクター・サイコ、ジャイガンタや、近年の悪役のヴェロニカ・ケールやファースト・ボーンなどの敵役と相見えた。ワンダーウーマンはさらにスーパーヒーローのチーム、ジャスティス・ソサエティ（1941年〜）やジャスティス・リーグ（1960年〜）を中心的に扱うコミックブックに定期的に登場している。
ワンダーウーマンはポップカルチャーのキャラクターとして広く認知されており、様々なメディアで描かれてきた。その中で有名なものには、1971年のグロリア・スタイネムによる雑誌『Ms.』第二版の表紙への登場、1975年から1979年のリンダ・カーターが演じた『ワンダーウーマン』、さらに『スーパーフレンズ』や『ジャスティス・リーグ』などのアニメーションシリーズがある。カーターのテレビシリーズの後、スタジオは観客に向けた新しい実写版ワンダーウーマンの制作に苦闘した。キャラクター自体は様々な玩具や商品に登場しており、ケリー・ラッセルが演じたDVD用アニメ映画などをはじめとしてDCが権利を所有する作品のアニメ版翻案が作られていたにもかかわらず、実写版制作についてはなかなか実現しなかった。ワンダーウーマンのテレビ復帰の試みには2011年のNBCのパイロット版や、後に続いたが結局制作が中止状態になってしまったCWテレビジョンネットワークの他の作品が含まれる。ガル・ガドットがDCエクステンデッド・ユニバースでワンダーウーマンを演じ、2016年の映画『バットマン vs スーパーマン ジャスティスの誕生』に出演したことで、75年の歴史の中で初めての長編映画への登場となった。ガドットは更に、初めてワンダーウーマンが主役となる実写映画『ワンダーウーマン』（2017年6月2日公開）にも出演した。

## 人物
本名はダイアナ。身長182.8センチメートル、体重74.8キログラム。髪の色は黒、瞳は青。
特殊能力は、高い耐久力と怪力、亜光速での飛行能力、動物とテレパシーで意思の疎通ができる、など。伝統的な武術を知り抜いており、剣、斧、弓術を会得している。卓越した戦術家であり、外交官でもある。以上のように、かなり強力な存在であり「地上最大級の力」を備えている。
彼女は人間ではなく、粘土から生まれた存在である。ダイアナの母であるヒッポリタは、3万年前に死んだ女性の転生した姿であり、彼女はかつて産んだ子供との再会を欲していた。オリュンポス十二神からの神託に従い粘土をこねて赤ん坊の姿にしたところ、神々が命を吹き込んだ。こうして誕生したのがダイアナである。ヒッポリタは、女だけの一族「アマゾン族」の女王であり、その娘のダイアナはプリンセス・ダイアナと呼ばれた。
アマゾン族は、パラダイス島で人間界から隔離されて生きており、島に入るには不思議な障壁を通り抜ける必要があった。かつて、この障壁を通り抜けて不時着した女性、ダイアナ・トレバーは、アマゾン族を守るために命を落とすこととなり、彼女を称えて星条旗を模した衣装が作成された。これがワンダーウーマンの衣装であり、また粘土から生まれたダイアナの命名の由来である。後に息子のスティーブ・トレバーも島に不時着し、ワンダーウーマンをアメリカへ向かわせることになった。

### 武器・装備
真実の投げ縄（Lasso of Truth）
ヘーパイストスが鍛造したもの。輪に捕らえた者に真実を告白させる事ができる。
銀の腕輪（Wonder Woman's bracelets）
両手首に装備した腕輪は、弾丸や投射物を弾く能力がある。
インビジブル・ジェット（Invisible plane）
以前は飛行能力を持たない設定であり、透明飛行機を所有している。

## 登場人物

### ファミリー
ヒッポリタ女王（Queen Hippolyta）
ダイアナとドナ・トロイの母親。
ドナ・トロイ（Donna Troy）
二代目ワンダーガール。ティーン・タイタンズの創立メンバー。
ドラマ『ワンダーウーマン』シーズン1では、妹の「ドルシラ（Drusilla）」としてゲスト出演し、コスチュームを着用して共闘した。演じたのはデブラ・ウィンガー、吹き替えは鵜飼るみ子。
キャシー・サンズマーク（Cassandra Sandsmark）
三代目ワンダーガール。ヤング・ジャスティス、ティーン・タイタンズに参加。スーパーボーイの恋人。
アニメ『ヤング・ジャスティス』では、本名「キャシー・サンズマーク」として第2シーズンから出演した。吹き替えは高橋李依。

### 協力者
スティーブ・トレバー
ワンダーウーマンの相棒の軍人。

## 刊行目録
All Star Comics
1940年 - 1951年 全57号、1976年 - 1978年 全17号。1940年に創刊された月刊誌。1941年にワンダーウーマンは初登場した。
Sensation Comics
1942年 - 1952年 全109号。
Wonder Woman (comic book)
(vol. 1) 1942年 - 1986年 全329号。
(vol. 2) 1987年 - 2006年 全228号。
(vol. 3) 2006年 - 2011年 全60号。
(vol. 4) 2011年 - 2016年 全55号。
(vol. 5) 2016年 -

### 単行本
Wonder Woman: Gods and Mortals
1987年にジョージ・ペレスによって書かれたシリーズ。この時期にギリシャ神話の要素が多く取り入れられた。
Wonder Woman Spirit of Truth (ワンダーウーマン:スピリット・オブ・トゥルース)
2001年にポール・ディニとアレックス・ロスによって書かれた、「社会問題」を題材にしたワンショット。
Wonder Woman '77
ドラマ版『ワンダーウーマン (テレビドラマ)』で主演を務めたリンダ・カーターとコミックの設定を組み合わせたシリーズ。
The Legend of Wonder Woman
2016年にレナエ・デ・リズによって書かれた、幼少期からヒーローとして成長していく過程を描いたシリーズ。

### スピンオフ
タイニー・タイタンズ
ティーン・タイタンズが小学生となった日常を描いた作品。コミカルな絵柄と作風が特徴。ワンダーガール（ドナ）とキャシーが登場する。
DCスーパーペッツ
ワンダーウーマンがジャンパ (Jumpa) の飼い主となっている。
DCコミックス・ボムシェルズ
DCコミックスのキャラクターを1940年代のピンナップガール風にアレンジしたスピンオフシリーズ。

### 日本語訳
- DCスーパーヒーローズ

2011年12月17日発売。ISBN 978-4796871020
『ワンダーウーマン:スピリット・オブ・トゥルース』を収録。
- DCコミックス アンソロジー

2016年3月16日発売。ISBN 978-4756247476
- トリニティ バットマン/スーパーマン/ワンダーウーマン

2016年7月27日発売。ISBN 978-4796876001
- ワンダーウーマン：アースワン

2017年3月8日発売。ISBN 978-4796876568
- ワンダーウーマン アンソロジー

2017年6月23日発売。ISBN 978-4756249012
- ワンダーウーマン：ベストバウト

2017年8月2日発売。ISBN 978-4796876858
- ワンダーウーマン：ザ・ライズ

2017年8月23日発売。ISBN 978-4796876872
- ワンダーウーマン：イヤーワン

2018年3月7日発売。ISBN 978-4796877213

### 画集
カバーラン -アダム・ヒューズ カバーアートコレクション at DCコミックス-
2012年12月14日発売。 ISBN 978-4756243102

### 絵本
Flower Power! (DC Super Friends)
2014年1月7日発売。ISBN 978-0385373968
Be A Star, Wonder Woman! (DC Super Heroes)
2017年6月1日発売。ISBN 978-1623708757

## 出版の来歴

### 誕生
マーストンは自身とエリザベス、オリーヴのフェミニスト的理想を繋ぎ合わせ、女の子と男の子が尊敬できるスーパーヒーローキャラクターを作り出した。

1940年10月25日に行われた雑誌『ファミリーサークル』のインタビューで、ウィリアム・モールトン・マーストンはコミックブック媒体の可能性が十分に発揮されていないと論じた。この記事はコミック出版業者マックス・ゲインズの関心を引き、彼はマーストンをナショナル・ペリオディカルズやオールアメリカン出版社の教育コンサルタントとして雇った。これらはDCコミックスの前身となった会社のうちの2社である。その当時、マーストンは新しいスーパーヒーローを作り出したいと思っており、妻のエリザベスはそれは女性であるべきだと提案した
すでにポリグラフの発明で有名である心理学者ウィリアム・モールトン・マーストンは、こぶしや火器でなく愛で打ち勝つ、新しいスーパーヒーローのアイデアを思いついた。「いいと思うけど」とエリザベスは言った。「でも彼女を女性にして」。
マーストンはこのアイデアをゲインズに紹介し、企画を進めていいという正式な指示を受けて『ワンダーウーマン』を生み出した。マーストンはヒロインがこの時代のしきたりにとらわれない、自由な女性のモデルになると信じていた。マーストンはさらに、夫妻とポリアモリーな関係を築き一緒に暮らしていたオリーヴ・バーンが身に付けていたものからインスピレーションを得て、ワンダーウーマンにブレスレットを付けさせた。ワンダーウーマンはマーストンの脚本による『オールスターコミックス』8号（1941年12月〜1942年1月号。1941年10月出版）でデビューした。
マーストンは収縮期血圧の測定装置の創案者である。この装置はポリグラフ（嘘発見器）の発展に重要な役割を果たした。マーストンはポリグラフ検査を通じて、女性は特定の場面で男性より誠実であり、効率的に働くことが出来るという確信を抱いた。
マーストンはワンダーウーマンを、理想の愛のリーダーという、社会を動かすべき（と自らが信じる）女性像の寓意として構想した。マーストンは「率直に言ってワンダーウーマンとは心理学的プロパガンダであって、私の信念においてこの世界の支配者となるべきだと思われる、新しい女性像を広めるものである」と書いた。1943年に『アメリカンスカラー』の記事で、マーストンは女の子のために「スーパーマンの力を持ち、善良で美しい女性の魅力を持つキャラクター」を作りたかったと述べている。
マーストンはBDSMにおける支配と服従を「尊敬すべき高貴な習わし」と明言する。マーストンは「アプロディーテの法律」と名付けた架空の規定を作った。この規定により、男性が「服従のブレスレット」を鎖でつなぎあわせるとアマゾン族のスーパーパワーを奪うことができる 。しかし、どの一作でもこのマーストンの設定の全体像は明瞭に説明されておらず、作家たちやファンの間で何年もの間混乱を招いた。

### ゴールデンエイジ
初登場時のワンダーウーマンは、スティーヴ・トレバー（アメリカ合衆国諜報部員で、飛行機がアマゾンの孤島の祖国に墜落した）を「男の世界」へ帰し、犯罪とナチスの悪と戦う権利を勝ち取ったアマゾン族の戦士であった。
この時代ワンダーウーマンは、ジャスティス・ソサエティ・オブ・アメリカにチームの秘書として参加した。

### シルバーエイジ
シルバーエイジの間、作家のロバート・カニアーの下で他のキャラクターと共にワンダーウーマンの誕生が改訂された。新しい誕生の話ではヘレニズム的かつ神話的ルーツが強化されており、ダイアナはベビーベッドに寝ている間に神々から天恵を受け、「アプロディーテーのように美しく、アテーナーのように賢く、ヘーラクレースのように強く、ヘルメースのように素早くなる宿命にある」とされた。
1960年代の終わりごろ、マイク・セコースキーの構想により、ワンダーウーマンは別の次元へ移住するアマゾン族の仲間に同行せず男の世界に留まることを選び、そのために自らのスーパーパワーを放棄した。ワンダーウーマンは別名のダイアナ・プリンスを使い始め、モッズのブティックを開いた。彼女はアイ・チング という中国人の師と出会い、武道と武器のスキルを学んだ。これらの戦闘能力をスーパーパワーの代わりに使うことで、ダイアナはスパイ行為から神話的なものまで、さまざまなジャンルにわたる冒険に加わった。この時期のストーリーは英国のスパイ・スリラー『おしゃれ(秘)探偵』とダイアナ・リグによるエマ・ピールの演技から直接的な影響を受けていた。

### ブロンズエイジ
1970年代始め、ワンダーウーマンはジャスティス・リーグ・オブ・アメリカに再加入してスーパーヒーローとしてのルーツに戻った。タイトルロールをつとめる『ワンダーウーマン』シリーズではこの時期に第二次世界大戦の時代が描かれた。しかしこれは結局、第二次世界大戦時代を舞台にした当時のテレビシリーズ『ワンダーウーマン』の人気のせいであり、ひとたびテレビ番組が1970年代に戻ると、コミックの時間軸も同じく70年代に戻された。
1980年代の到来とともに、DCの社長ジェネット・カーンはワンダーウーマンの容姿を改革するよう指示を出した。DCが1977年に採用した「銃弾型」ロゴのデザイナーでもあるアーティストのミルトン・グレイサーは、「WW」の文字を図案化したエンブレムを制作した。そのデザインは、元のコスチュームのコルセットに付けられていた鷹の意匠を基にしたもので、1982年から鷹の代わりに用いられるようになった。このエンブレムはまた、スタジオのレタラーであるトッド・クラインによって毎月のタイトルロゴに組み込まれ、グレイサーのスタジオの別のバージョンへと変わるまで、1年半にわたって用いられた。このタイトルの売り上げは1985年までに下がり続け、未刊行に終わったものの、改革版を求める動きもあった。しかし同シリーズは打ち切られ、ゲリー・コンウェイの脚本によってスティーヴ・トレバーとワンダーウーマンの結婚が描かれた329号（1986年2月）が最終号となった。
1986年に行われた『クライシス・オン・インフィニット・アース』のクロスオーバーでは、これまでより緻密に設定された単一の世界にDCキャラクターの大半を集め、新たな時代に向けて再創造するという全体構想のもとで脚本が作られた。同作では、この時点までに描かれたワンダーウーマンとスティーヴ・トレバーはアース2と呼ばれる別次元の住人であったことが正式に設定され、2人が行った全ての事績とともに歴史から抹消された。これにより、その後に新しく作られるワンダーウーマンのキャラクターやストーリー、タイムラインが正史とみなせるようになった。

### モダンエイジ
1985年の『クライシス・オン・インフィニット・アース』シリーズに続いて、ジョージ・ペレス、レン・ウェイン、グレッグ・ポッターが、ワンダーウーマンの誕生の物語を書き直した。その中でワンダーウーマンは、外の世界に平和をもたらす任務を任されたセミスキラからパトリアークス・ワールド（家父長制世界）への密使であり大使として描かれた。ペレスはギリシャ神話から様々な神やコンセプトをワンダーウーマンの物語や生まれに組み込んだ。彼はダイアナが粘土から生まれたという広く認められていた誕生を発展させ、この解釈が現代のワンダーウーマンの物語の基礎となった。この再創造は批評的かつ商業的に成功した。
2010年8月（600号）で、J・マイケル・ストラジンスキーがシリーズの執筆責任を負うようになり、ワンダーウーマンを神によって作られた別の時間軸に登場させた。この時間軸では、パラダイス島は破壊され、アマゾン族は世界中に散り散りになっており、ダイアナ自身は孤児としてニューヨークで育った。世界中がワンダーウーマンの存在を忘れている中で、自身でもはっきりと覚えていない現実を取り戻そうするダイアナの試みがストーリーの中心となる。ザ・モリガンと呼ばれる三人組の女神たちがワンダーウーマンの主な敵を演じた。このシリーズでワンダーウーマンはジム・リーによってデザインされた新たなコスチュームを身に付けた。ストラジンスキーはワンダーウーマン605号までライターを務めた。後任ライターのフィル・ヘスターがストラジンスキーのプロットを引き継ぎ、ワンダーウーマン614号で完結させた。
2011年にDCコミックスは新たな世代の読者を引きつけるため、すべての出版シリーズを再スタートさせた。『ワンダーウーマン』のタイトルも第4巻に移行した。ブライアン・アザレロとクリフ・チアンがそれぞれ原作と作画の仕事に割り当てられ、キャラクターの歴史を大幅に改革した。このとき新しく設定された世界では、ワンダーウーマンはマーストンのオリジナルのコスチュームと似ているコスチュームを身に付け、剣と盾を使うようになり、全く新しい誕生物語を割り振られた。もはや神の魔法で命を吹き込まれた粘土の人形ではなく、その代わりに半神で、ヒッポリタとゼウスの間に生まれた娘とされた。アザレロとチアンのキャラクターの改革は批評で称賛されたが、キャラクターを長く支持してきたファンたちの間で大きな対立を生んだ。
『ハーレイの小さな黒い本』で描かれたサイドストーリーで、ワンダーウーマンはロンドンでハーレイ・クインに出会い、短期間チームを組んだ。その間に、ハーレイは何年もにわたってワンダーウーマンの大ファンであり、少々夢中になっていたことが明かされる。悪党との戦いの後、ワンダーウーマンとハーレイの2人は地元のバーに入る。そこでハーレイは英国のスーパーチームに加わろうと提案し、さらに魔法の投げ縄を盗んだが、これは他のお客と「真実か挑戦か」ゲームができるよう自分の体に巻き付けるのが目的なだけであった。このストーリーの結末では、ワンダーウーマンが眠っているハーレイをバーの外に運び出す姿が描かれた。同作と関連して、ハーレイが縛られ、ワンダーウーマンにキスをしようとしているところを描いたイラストレーションも公開されている。
2016年に、DCコミックスは世界設定の更新イベント「DCリバース (DC Rebirth)」において全ての出版物をもう一度再スタートした。『ワンダーウーマン』はグレッグ・ルッカが原作を担当し、隔月で刊行されることになった。新シリーズは一つのストーリーを毎号続けて掲載するのではなく、そのかわりに2つの違うストーリーラインが一冊をシェアする形を取る。片方のストーリーが1号おきに出て、もう一方のストーリーが間を埋める。この形態で掲載された最初のストーリーは、奇数号では「ザ・ライズ」、偶数号では「イヤー・ワン」である。これらのストーリーラインは、それ以前の『ニュー52』シリーズの出来事に対して後付けの設定変更を行うものだった。「ザ・ライズ (The Lies)」のストーリー展開では、近年のワンダーウーマンシリーズの多くの出来事が、実際には謎のヴィランによって作り出された幻覚だったとされた。ダイアナがアマゾン族の女王や戦争の神とされたのも幻覚の一部であり、彼女はセミスキラを去って以来一度たりとも戻ったことはなく、戻ろうとしても不可能なのだった。「イヤー・ワン」はダイアナを古典的なDCのルーツに連れ戻すことを意図した新しいオリジン・ストーリーで、どのように彼女がオリンピアの神々から力を授かったかが明らかにされた。DCリバースではワンダーウーマンの外見も変更され、赤いケープと軽装鎧を着用するようになった。現在は頻繁に、投げ縄と腕輪と共に剣と盾を活用している。「ザ・ライズ」の作画を担当したリアム・シャープは、使い込まれて体に馴染んだ鎧を描くことで、ワンダーウーマンの闘いのキャリアを表現しようとしたという。

## 映画

### 実写映画
| 年   | 題名                                                                             | 演/声              | 吹替       |
| ---- | -------------------------------------------------------------------------------- | ------------------ | ---------- |
| 2016 | バットマン vs スーパーマン ジャスティスの誕生 Batman v Superman: Dawn of Justice | ガル・ガドット     | 甲斐田裕子 |
| 2017 | ワンダーウーマン Wonder Woman                                                    | ガル・ガドット     | 甲斐田裕子 |
| 2017 | ジャスティス・リーグ Justice League                                              | ガル・ガドット     | 甲斐田裕子 |
| 2020 | ワンダーウーマン 1984 Wonder Woman 1984                                          | ガル・ガドット     | 甲斐田裕子 |
| 2021 | スペース・プレイヤーズ Space Jam: A New Legacy                                   | ロザリオ・ドーソン | 甲斐田裕子 |
| 2021 | ジャスティス・リーグ:ザック・スナイダーカット Zach Snyder's Justice League       | ガル・ガドット     | 甲斐田裕子 |
| 2023 | シャザム!〜神々の怒り〜 Shazam!: Fury of the Gods                                | ガル・ガドット     | 甲斐田裕子 |
| 2023 | ザ・フラッシュ The Flash                                                         | ガル・ガドット     | 甲斐田裕子 |

### アニメ映画
レゴ®ムービー (2014年)
声 - コビー・スマルダーズ、日本語吹替 - 矢島晶子
レゴのラインナップ『レゴ スーパー・ヒーローズ』からのクロースオーバー出演。
DCスーパーヒーローズvs鷹の爪団 (2017年)
声 - 松本梨香
『秘密結社鷹の爪』とジャスティス・リーグのコラボレーション映画。メンバーの一人として登場。
レゴ®ムービー2 (2019年)
声 - コビー・スマルダーズ、日本語吹替 - 松浦裕美子
DC がんばれ!スーパーペット (2022年)
声 - ジャミーラ・ジャミル、日本語吹替 - 宮島依里

## ドラマ
Wonder Woman (1974年)
ABC製作。90分枠の実写ドラマ（日本未放映）。主演はキャシー・リー・クロスビー（プロのテニスプレイヤー）。舞台は製作当時の現代。
ワンダーウーマン (1975年 - 1979年)
主演は元ミス・ワールドアメリカ代表のリンダ・カーター。
日本語吹き替えはパイロット版が田島令子、シーズン1が二宮さよ子、シーズン2-3が由美かおる。由美は日本語オリジナル主題歌も歌っている。
スティーブ・トレバー役はライル・ワゴナー。吹き替えはパイロット版が広川太一郎、シーズン1が伊武雅之、シーズン2以降は佐々木功。
ワンダーウーマン (2011年)
ワーナー・ブラザースが実写パイロット版を製作し、エイドリアンヌ・パリッキが出演した。しかしNBC(National Broadcasting Company)はシリーズ化も放送もしなかった。
Paradise Lost (TBA)
DCユニバースに属するドラマ。ワンダーウーマンが誕生する前の時代のセミッシラを舞台とする。

## アニメ

### テレビ・ウェブ
スーパーフレンズ（1973年-1986年）
声 - シャノン・ファーノン/コニー・コーフィールド/B・J・ワード
ハンナ・バーベラ製作。『ジャスティス・リーグ』のアニメ化作品で、メンバーの一人として登場。
ジャスティス・リーグ (アニメ)（2001年-2004年）
ジャスティス・リーグ・アンリミテッド（2004年-2006年）
声 - スーザン・アイゼンバーグ、日本語吹替 - 安達まり
ジャスティス・リーグを題材にしたテレビアニメ。メンバーの一人としてレギュラー出演。本作はDCアニメイテッド・ユニバースとしてテレビアニメ『バットマン』『スーパーマン』の続編も兼ねている。
ワンダーウーマンのエピソードは、シーズン1の第10話・第11話「失われた楽園」、第16話・第17話「憎しみ」。第15話「知られざる街の危機 PART 2」と、シーズン2の第33話・第34話「孤独の姫君」では、バットマンとの間に恋愛感情に近いものが描写されている。
バットマン:ブレイブ&ボールド（2008年-2011年）
声 - ヴィッキー・ルイス
シーズン2の第34話「サイドキックたちの成長」、第49話「明日の騎士たち」、シーズン3の第56話「Scorn of the Star Sapphire!」、第60話「Triumvirate of Terror!」、第65話「Mitefall!」で登場。
ヤング・ジャスティス（2011年-現在）
声 - マギー・Q、日本語吹替 - 矢野亜沙美 
ジャスティス・リーグの下部組織「ヤング・ジャスティス」を題材にしたテレビアニメ。リーグのメンバーの一人として登場している。
Super Best Friends Forever (2012年)
声 - グレイ・デリスル
カートゥーンネットワークで放映されていた『DC Nation Shorts』のスーパーガール、バットガール、ワンダーガールを中心とした短編アニメ。現在は公式サイトで全5話が無料視聴できる。
1. 「Invisible Joy Ride (full)」
2. 「Time Waits for No Girl (full)」
3. 「Grounded (full)」
4. 「Name Game (full)」
5. 「Don't Fight Girls (full)」

DCスーパーヒーロー・ガールズ  (2015年-2018年 / 2019年-現在)
声 - グレイ・グリフィン、日本語吹替 - 井上麻里奈 / 戸松遥
公式サイト及びYouTubeチャンネルで配信しているウェブアニメ。主要キャラクターの1人として登場。愛称はワンディ。
ジャスティス・リーグ・アクション (2016年-2018年)
声 - レイチェル・キンシー
カートゥーンネットワークで放映されているジャスティス・リーグを題材にしたテレビアニメ。メンバーの一人としてレギュラー出演。

### 長編アニメ
ワンダーウーマン (アニメ) (2009年)
声 - ケリー・ラッセル
ワンダーウーマンのルーツやアレスとの戦いを描いたOVA。日本では2017年7月5日に『ワンダーウーマン 75周年記念エディション』としてBlu-rayで発売、またデジタル配信されている。
スーパーマン/バットマン:アポカリプス (2010年)
声 - スーザン・アイゼンバーグ
スーパーガールを巡ってニューゴッズとの戦いを描いたOVA。
デス・オブ・スーパーマン (アニメ) (2019年)
声 - ロザリオ・ドーソン
スーパーマンの死と復活を描いたOVA。

## ゲーム
- ジャスティス・リーグ Task Force (1995年)
- モータルコンバット vs. DC Universe (2008年)
- DCユニバースオンライン (2011年)
- インジャスティス:神々の激突 (2013年)
- インジャスティス2 (2017年)

## 文化的影響

### 批評と反響
神のような強さを持つ情け深い戦士として、ワンダーウーマンは戦争や暴力よりも平和や愛を好んだ。これには矛盾があるため、ワンダーウーマンは長らく女性の地位向上のシンボルである一方、議論の的でもある。初期のワンダーウーマンの物語は、毎号のようにボンデージの描写があったため、批評家たちは危惧した。
肯定的なロールモデルであり、女の子や男の子向けの強い女性キャラクターとして作られても、何十年もの間、ワンダーウーマンはコミックブック産業ではありふれたものであるミソジニーに対処しなければならなかった。例えば、ワンダーウーマンはジャスティス・ソサエティ・オブ・アメリカの創立メンバーである。ほかのメンバーにはオリジナルのフラッシュやグリーンランタンがいる。ワンダーウーマンは経験を積んだリーダーであり、間違いなくチームの誰よりも強力なスーパーパワーを持つにもかかわらず、秘書として描かれた。さらに彼女は殆どのジャスティス・リーグの冒険の中で力を失ったり、捕まったりする役を演じた。50年代と60年代の間、コミック作家はスーパーマンとロイス・レインの関係のようにワンダーウーマンがアメリカ軍の少佐スティーブ・トレバーとの恋に悩んでいる姿を好んで描いた。物語ではワンダーウーマンがトレバーとの結婚を望み、どうなるか想像している様子が頻繁に描かれた。
ワンダーウーマンの名前は『エンパイア』の選ぶ偉大なコミックブックキャラクター20選に挙げられた。彼女はコミックス・バイヤーズ・ガイドのコミックに登場するセクシーな女性100のリストに6位でランク付けされた。2011年5月には、ワンダーウーマンはIGNが選ぶコミックブックヒーローのオールタイム・ベスト100で5番目となった。
ワンダーウーマンへの反応が肯定的であったとは限らない。議論の的となる『無垢への誘惑』で、精神科医のフレデリック・ワーサムは、ワンダーウーマンは強さや独立性のせいでレズビアンになると、批判的な調子で主張した。

### フェミニストアイコン
1970年代にワンダーウーマンがいったん失った能力を取り戻したのは、雑誌『Ms.』の創設者であり、フェミニストアイコンであるグロリア・スタイネムに負うところがある。スタイネムは、最も有名な女性のスーパーヒーローが無力でボーイフレンドのことばかり考えている囚われの姫君であることに気分を害していた。スタイネムはコスチューム姿のワンダーウーマンを1972年の『Ms.』初号の表紙に登場させた。DCコミックスのオーナーでもあるワーナー・コミュニケーションズ（現タイム・ワーナー）は『Ms.』の投資者で、この雑誌にはキャラクターを高く評価するエッセイが含まれていた。ワンダーウーマンの力と伝統的なコスチュームは1973年1～2月の204号にて復帰した 。
1972年、革新的なアメリカ合衆国最高裁判所の判決（ロー対ウェイド事件）のちょうど1か月後、SF作家のサミュエル・R・ディレイニーは『Ms.』のために、私服のワンダーウーマンが妊娠中絶クリニックを守る物語を構想していた。しかし、ワンダーウーマンがコスチュームを身に付けないことにスタイネムが不満を示したため、この議論を呼びそうな物語は発表されなかった。
ワンダーウーマンの本来の意義は、男性のみが得るのではないものとして身体的、精神的強さ、価値、倫理的な特質を披露することで、全ての年齢の多くの女性に影響を与えようという意図があった。「ワンダーウーマンは、今、フェミニストたちがメインストリームに加えようとしている、女性の文化のものとされるたくさんの価値観を象徴している。それは女性の強さや自己に対する信頼、女性の絆、女性間の相互サポート、平和と生命の尊重であり、また『男らしい』攻撃性や、暴力が問題を解決する唯一の方法だという信念をなくしていくことだ」と当時スタイネムは書いた。
ワンダーウーマンの誕生と、ウィリアム・モールトン・マーストンがこのキャラクターをこうした形で作った理由の裏にある心理を考えることにより、マーストンの教育的、道徳的、倫理的価値観がよく理解できる 。「ウィリアム・マーストンは彼女をフェミニストのキャラクターにすることを意図し、若い男性たちに、有名なスーパーマンと同じように強いとも考えうる女性の無限の可能性を示した」と、グラディス・L・ナイトは、スーパーヒーローが1870年代から現在までに社会に及ぼした強い印象と影響を説明した。
マーク・ディパオロはワンダーウーマンの制作者と歴史を紹介し、「キャリア」の全段階において、いかに彼女が「第二次世界大戦の英雄で、フェミニストアイコン、セックスシンボル」であるかを論証した。ワンダーウーマンは多くの映画に出演し、赤、白、青のワンピースを着た、背が高くセクシーな、強い自己を持った女性として一般的に知られている。ディパオロによると、多くの人が知らないのは、ワンダーウーマンがいかに年齢、性別、民族、人種を問わず人々に影響を与え、それによってコミックとスーパーヒーロー世界の歴史に大きな地位を占めたかということである。「マーストンはコミックブックのキャラクター、ワンダーウーマンを力強くかつセクシーに作り、毅然と自己主張する強さを現実の女性が見習うよう願った」。
影響力のあるフェミニストアイコンとしての伝統を継続し、2015年にワンダーウーマンはコミックシリーズで初めて同性愛婚式を執り行うスーパーヒーローとなった。
2016年10月21日、国際連合がワンダーウーマンを女性や女子の地位の向上に対する国際連合名誉大使に任命し、議論を呼んだ。式典には国連広報担当事務次長クリスティーナ・ガラッチや女優のリンダ・カーター、ガル・ガドットが出席した。2か月後、「文化的注意が不足している」そして「国際連合が明白に性的イメージのあるキャラクターを使うことを考えることに警戒心を抱く」という理由でこの任命に反対する請願がなされたため、ワンダーウーマンは国連の役割を外された 。

### 平和主義アイコン
雑誌『Ms.』の編集者であり、ワンダーウーマンの強いサポーターであるグロリア・スタイネムは「...（マーストンは）ワンダーウーマンを小さい女の子向けのヒロインであり、男の子向けの暴力的なコミックブックの代わりになるものとして意識しつつ発明した」と述べた。DCコミックスのライターであるジェイソン・バドワーも、ワンダーウーマンが「ストーリーの中で実際には何も暴力的なことをしていない」ことを褒め称えている。
ニック・パンフリーによれば、ワンダーウーマンは希望を与え、女性と男性にインスピレーションを授ける非暴力ののろしである。グラント・モリソンは映画版『ワンダーウーマン』の戦闘的なヒロイン像を批判し、「マーストンのダイアナは医者であり、科学者である」と述べた。

### LGBTアイコン
マーストンの初期の作品は、言外に「女性同性愛の潜在要素」が含まれていることで悪名を馳せた。フレデリック・ワーサムは『無垢への誘惑』で彼女を「バットマンと同様のレズビアン」だと言及した（ワーサムはバットマンも同性愛者だと考えていた）。それ以降の数十年にわたって、DCコミックスは彼女のセクシュアリティになるべく触れないよう試み、コミックブック作家とアーティストはワンダーウーマンのエロティックな遺産について暗示以上のことは行わなかった。
グラント・モリソンの2016年のコミック『ワンダーウーマン：アース・ワン』では、「リバース」時点での正典とは異なる平行世界の出来事ではあるが、ダイアナがブロンドの女性から肩を抱かれて頬にキスをされる姿が描かれた。
ワンダーウーマンにとって「人を愛するのは、ただその人を愛するということ」であり、さらに「自分はただ自分自身」であるため、「性的なラベルをつけられる」必要はないと感じている。女性のみが人口を占める社会から来たので、「世間の目」だと「レズビアン」になるものは彼女たちにとっての「ストレート」であったのかもしれない。「彼女の文化は始めから完全に異性愛規範の足かせから自由であるため、彼女はいかなる性別における性役割さえももっていない」。彼女とアマゾン族の女性イオがお互いに相互の好意を抱いていたことで、ワンダーウーマンはクィアまたは両性愛であることが暗示された。
2016年、『センセーション・コミック』48号では、オーストラリア人のイラストレーター、ジェイソン・バドワーによって同性婚式を執り行うワンダーウーマンが描かれた。「私の国は女性だけの国。私たちにとってこれは「同性婚」ではない。これはただの結婚」と彼女はスーパーマンに主張した。バドワーはアメリカ合衆国の50州で平等な結婚を確立した6月のオーバーグフェル対ホッジス裁判に触発され、このアイデアをDC社に伝えたところ、「素晴らしい」という反応を得たという。『シドニー・モーニング・ヘラルド』のインタビューで、彼は編集者が「『とても良い！大好きだ！やろう！』という感じだった。あれはほとんどあっけないものだった」と述べた。「ダイアナの母（女王）は、少なくともこういう結婚式を公認していたし、執り行った機会もあった」とバドワーは述べた。「これはただこのことに感謝する人びとのためにダイアナが引き受けた王室の務めのように思われる」。
ワンダーウーマンの女優ガル・ガドットはリブートにおける性的指向の方向性に好意的に反応し、ダイアナのセクシュアリティは女性だけのセミッシラで育ったことが影響したと同意した。
ワンダーウーマンの同性愛者の権利に対する支持は、2016年9月にさらに一歩進んだ。この時、コミックブック作家のグレッグ・ルッカがDCリバースのリブートによるとワンダーウーマンはカノン（公式設定）においてバイセクシャルであると発表した。ルッカは彼の意見として、彼女はクィア「でなければならない」し、「明らかに」美しい女性に囲まれた島で同性愛関係をもっていたと述べた。この見方は、別世界を扱ったカノン外の作品『アース・ワン』におけるグラント・モリソンの描写に沿ったものだった。そしてワンダーウーマン作家の同僚ゲイル・シモンは断固としてルッカの声明を支えた。ファンからの「安直な後付け設定だ」といった反発の量に驚き、ルッカはスーパーマンが真実を大事にしているのと同じくらい、女性との合意上のセックスはワンダーウーマンにとって大事なものだと返答した。

## 関連作品
- エリザベス・ホロウェイ・マーストンと彼女の夫のウィリアム・モールトン・マーストン、オリーヴ・バーン、そしてワンダーウーマンの創作についての伝記ドラマ『ワンダー・ウーマンとマーストン教授の秘密』が、2017年10月27日に公開された[101]。